# Date Chūichi
Date Chūichi (伊達 忠一 Y Đạt Trung Nhất, sinh ngày 20 tháng 1 năm 1939) là một chính trị gia người Nhật của Đảng Dân chủ Tự do và là thành viên của Tham Nghị viện trong Quốc hội. Là người bản địa ở Ashibetsu, Hokkaido và tốt nghiệp trung học, ông được bầu vào Hạ viện lần đầu tiên vào năm 2001 sau khi phục vụ trong hội nghị tỉnh của tỉnh Hokkaidō. Ông là Chủ tịch hiện tại của Chúng Nghị viện.